# ザ・ホワイト・ストライプス
ザ・ホワイト・ストライプス（The White Stripes）は、アメリカのロック・デュオ。アメリカ合衆国デトロイト出身。1997年に結成。ザ・ストロークスと共に、ガレージロック・リバイバルを代表するバンドとして知られる。

## 概要
2011年解散までにリリースしたアルバムのうち『エレファント』、『ゲット・ビハインド・ミー・サタン』、『イッキー・サンプ』の3作はグラミー賞を受賞しており、2000年代のロックを語る上で最も重要なグループの一つ。特にギタリストのジャック・ホワイトによる、ロックの初期衝動を彷彿させる激しいギタープレイは近年の他のギタリストとは一線を画すと評されている。
ジャック・ホワイトはローリング・ストーン誌の「ローリング・ストーンの選ぶ歴史上最も偉大な100人のギタリスト」に於いて17位を獲得、また、同バンドの代表曲「セヴン・ネイション・アーミー」はローリング・ストーンの選ぶオールタイム・グレイテスト・ソング500に於いて286位を獲得している。
バンドのイメージカラーは赤・白・黒の3色であるが、これはメグ・ホワイトの好きなペパーミント・キャンディからインスピレーションを受けたもので（バンド名もこれから名づけられた）、ジャックによれば「ナチからコカ・コーラまで通じる、最も強力な色の組み合わせ」であり、アルバムのジャケットやメンバーの衣装でもこれらの色が使用されている。
2011年2月2日にHP上にて解散を発表した。解散理由は、"今まで築き上げてきた自分たちの音楽・アートを最高の形で残したいため"としている。

## メンバー
- ジャック・ホワイト（Jack White、1975年7月9日 - ）ボーカル、ギター、オルガン、キーボード、ピアノ、マリンバ、マンドリン
- メグ・ホワイト（英語版）（Meg White、1974年12月10日 - ）ドラムス、ボーカル、パーカッション

## 経歴
1997年、デトロイトにて結成（姉弟と公称していたが実際は夫婦であり、後に離婚するも一緒にバンド活動を続けた）。7月14日にデトロイトのバー「Gold Dollar」で初ライヴを行い、8月14日には同会場で初のフル・コンサートを行う。インディー・ロックシーンにてスリーター・キニーなどと行動を共にする。
1998年、インディーズのイタリー・レコードから、デビュー・シングル「レッツ・シェイク・ハンズ」及び第2弾シングル「ラファイエット・ブルース」をリリース。
1999年、インディーズのシンパシー・フォー・ザ・レコード・インダストリーから1stアルバム『ザ・ホワイト・ストライプス』をリリース。
2000年、インディーズ2ndアルバム『デ・ステイル』をリリース。
2001年7月、インディーズ3rdアルバム『ホワイト・ブラッド・セルズ』をリリース。9月にはXLレコーディングスから同アルバムのイギリス盤が発売され、まずイギリスで人気が広がる。2002年には『ホワイト・ブラッド・セルズ』がV2レコードから再発され、アメリカでもガレージロック・リバイバルの旗手として名を馳せる。レゴブロックを用いた「フェル・イン・ラブ・ウィズ・ア・ガール」(Fell in Love with a Girl) のプロモーションビデオも話題となった。2002年にフジ・ロック・フェスティバル出演のため来日。
2003年、4thアルバム『エレファント』をリリース。初の単独来日公演を行う。ジャック・ホワイトは同年の「ローリング・ストーン」誌で"The 100 Greatest Guitarists of All Time"の17位に選出される。
2004年、「セヴン・ネイション・アーミー」でグラミー賞ベスト・ロック・ソング賞（この曲は、サッカーW杯2006年ドイツ大会にて、優勝したイタリアチームが決勝戦終了後に合唱したことでも有名）、『エレファント』でベスト・オルタナティヴ・ロック・アルバム賞を受賞するなど、21世紀の初頭における最重要バンドの一つとしての地位を確固たるものとした。同年には再びフジ・ロック・フェスティバル出演のため来日している。
2005年6月、5thアルバム『ゲット・ビハインド・ミー・サタン』をリリース。同月の24日から26日にイギリスで開催されたグラストンベリー・フェスティバルには、ヘッドライナーとして出演する。
2006年に『ゲット・ビハインド・ミー・サタン』で再びグラミー賞ベスト・オルタナティヴ・ロック・アルバム賞受賞。同年1月に2度目の単独来日公演を行った。
2007年6月、6thアルバム『イッキー・サンプ』を発表。
2008年2月、『イッキー・サンプ』で自身3度目のグラミー賞ベスト･オルタナティヴ・ロック・アルバム賞を受賞。
2010年3月、ドキュメンタリーフィルム『Under Great White Northern Lights』を発表。カナダ各地でのライブ（路線バス内・船上・ボウリング場・老人ホーム等でのライブ）を収めた映画。同フィルムに収録されている「1音だけのライブ (One Note Show)」はロック史上最も短いライブ(1秒弱)とされている。
2011年2月2日、HP上で、正式に解散すること、これ以上の新しいレコーディングやライヴ・パフォーマンスを行わないことを発表。
2020年、初のベストアルバムである「ザ・ホワイトストライプス　グレイテストヒッツ」を発売することを発表。全26曲収録。これに伴い、YouTubeに「ball and biscuit」のライブ映像（2003年10月22日の来日公演より）が公開された。

## 音楽性

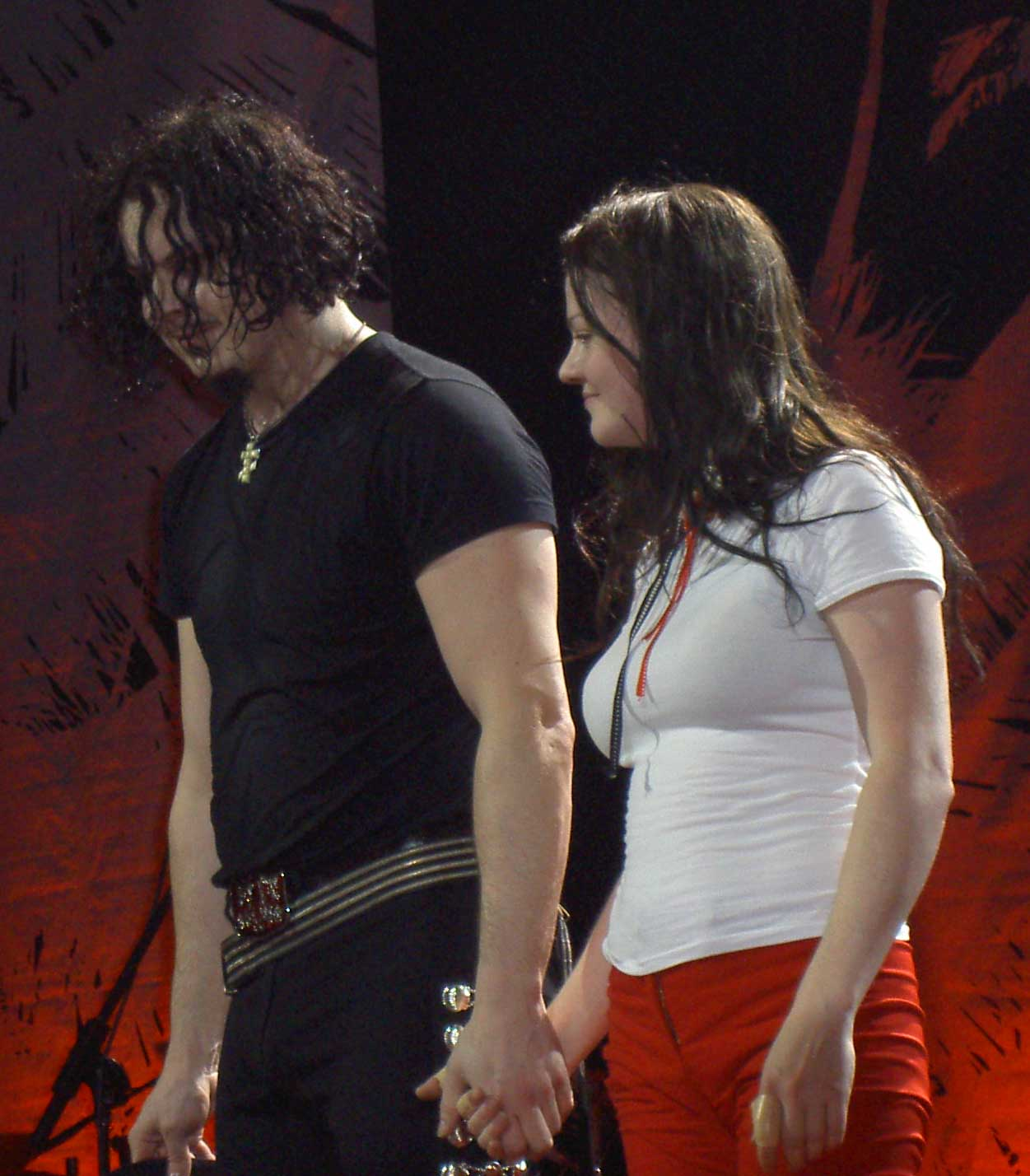
ジャック&メグ・ホワイト

ブルース、カントリー・ミュージック、ハードロックをベースにしたガレージロック。ギターとドラムだけというロックバンドとして最小と言える構成だが、その乏しさを全く感じさせない60年代 - 70年代のロックの初期衝動を彷彿させる激しいロックを奏でる。
音の柱は、原則的にボーカル・ギター・ドラムの3種で構成されている。ジャックはギター以外にオルガン、アナログシンセサイザー、ピアノやマリンバなどを演奏するマルチプレイヤーであり、元々はドラマーであった。映画「コールド マウンテン」では、ミュージシャン役でマンドリンの弾き語りを披露している。また、ライブにおいてギター、アナログシンセ、ボーカルの3要素を同時に演奏する能力を有している。ギタリストとしての評価は非常に高く、ジミー・ペイジはインタビューでジャックを近年のギタリストの中ではNo.1の存在であるとし、ジェフ・ベックも同様に高く評価している。
ジャックとは対照的にメグのドラミングスタイルは非常にシンプルなものである。映画『スクール・オブ・ロック』でネタにされるなど、彼女のドラマーとしての能力には懐疑的な声も存在する一方、デイヴ・グロールは「史上最高のドラマー」だとして最大級の賛辞を送っている。また、アルバム『イッキー・サンプ』のミキシングを行ったジョー・チッカレリは「ジャックが他のドラマーと演奏してもザ・ホワイト・ストライプスのような音にならない。彼女はバンドの音の半分を超えた存在だ」と語っている。
ジャックはアナログに対する徹底的な拘りを持っており、レコーディング機材や楽器は殆ど70年代以前のアナログ製品を用いている。レコーディングに時間をかけないことでも有名であり、アルバム『エレファント』『ゲット・ビハインド・ミー・サタン』ではレコーディングに約2週間しかかけていない。
ライブではセットリストを一切用意しておらず、曲目はライブの演奏中にジャックとメグが言葉を交わさずに意思疎通を行いながら、ジャックを主体として演奏される。これは、一つ一つのライブで常に新しい事象と創造を生み出したいというジャックの希望によるものである。また、サポートミュージシャンや打ち込みは用いず、会場の大小に関係なくすべてジャックとメグの2人だけで演奏している。
ジャックがリスペクトしているアーティストとして、ボブ・ディラン（デトロイトでの公演にジャックが出演したことがあり、メグも非常に熱心なファンである）やロバート・ジョンソン、ブルース歌手のサン・ハウス（ジャックのボーカルスタイルは彼の影響によるところが大きい）が挙げられることが多い。また、ジャックは最近、同じデトロイト出身のアリス・クーパーに影響を受けた扮装をしている。彼は、地元デトロイトのミュージシャンが音楽的土壌を作ってくれたのを感謝しており、特にイギー・ポップのファンで、ストゥージズのアルバム『ファンハウス』を「今までに作られた最高のロック・アルバム」と言っている。

## バンド外での活動
両名
- 2003年に、ジム・ジャームッシュの映画『コーヒー&シガレッツ』に出演している。
- 2006年には、アニメ『ザ・シンプソンズ』にカメオ出演している。

ジャック・ホワイト
- 俳優として映画『コールド マウンテン』に出演。歌手としての彼を知らない人にも強い印象を与える。また、同映画のサウンドトラックに曲を提供している。また、『ウォーク・ザ・ライン/君につづく道』のパロディー映画『Walk Hard』（2007年公開）ではエルヴィス・プレスリー役を演じている。
- カントリー・ミュージックの大御所の1人であるロレッタ・リンが2004年にリリースしたアルバム『Van Lear Rose』をプロデュースし、デュエット曲「Portland, Oregon」にはボーカルとしても参加。アルバムは2005年のグラミー賞でベスト・カントリー・ミュージック・アルバム賞、「Portland, Oregon」はベスト・カントリー・ボーカル・コラボレーション賞を受賞した。
- ベックとは友人であり、2005年のアルバム『グエロ』にはベースで参加している。また、ベックはストライプスの「ザ・ハーデスト・ボタン・トゥ・ボタン」（The Hardest Button to Button）のプロモーションビデオに出演している。
- 2005年にブレンダン・ベンソン（英語版）らと結成したバンドであるザ・ラカンターズではギター、ボーカル、シンセサイザーを担当。デトロイト時代の親友と演奏できるのが大変嬉しいらしい。ブラーのデーモン・アルバーンが参加しているゴリラズのように、ストライプスとは完全に別のプロジェクトである。

メグ・ホワイト
- ファッションブランド、マーク・ジェイコブスの2006年春のコレクションでモデルを務めた。

## ジャックとメグの関係
ジャック・ホワイトとメグ・ホワイトは公式には姉弟ということになっているが、インターネット上に2人の婚姻届・離婚届（1996年9月21日 - 2000年3月24日）が流出し、実際は元夫婦であると指摘された。ジャック自身、2人は元夫婦であったことを認めており、自身を姉弟と設定した経緯もインタビューで語っている。しかし、ライブやインタビュー等でホワイト･ストライプスとして活動する際は、あくまで姉弟として振舞っている。
ジャックはブラジルで2005年6月1日にモデルのカレン・エルソンと結婚し、2006年に娘、2007年に息子が生まれている。エルソンは、ストライプスの「ブルー・オーキッド」（Blue Orchid）のプロモーションビデオに出演しており、ジャックとの出会いのきっかけとなった。2013年11月に離婚。
またメグも、2009年にパティ・スミスの息子ジャクソン・スミスと結婚した。結婚式は、ジャックの豪邸の庭園にて挙げられた。2013年7月に離婚。

## ディスコグラフィ

### アルバム
| 年                                        | タイトル            | アルバム詳細 | チャート最高位 | チャート最高位 | チャート最高位 | チャート最高位 | チャート最高位 | チャート最高位 | チャート最高位 | チャート最高位 | チャート最高位 | チャート最高位 | 認定                                                                   |
| 年                                        | タイトル            | アルバム詳細 | US             | AUS            | CAN            | FRA            | IRE            | NLD            | NOR            | NZ             | SWE            | UK             | 認定                                                                   |
| ----------------------------------------- | ------------------- | --- | -------------- | -------------- | -------------- | -------------- | -------------- | -------------- | -------------- | -------------- | -------------- | -------------- | ---------------------------------------------------------------------- |
| 1999                                      | The White Stripes   | - 発売日: 1999年6月15日 - レーベル: Sympathy for the Record Industry - フォーマット: CD, LP                                    | —              | —              | —              | 159            | —              | —              | —              | —              | —              | 142            | - UK: ゴールド                                                         |
| 2000                                      | De Stijl            | - 発売日: 2000年6月20日 - レーベル: Sympathy for the Record Industry - フォーマット: CD, LP                                    | —              | —              | —              | 164            | —              | —              | —              | —              | —              | 137            | - UK: ゴールド                                                         |
| 2001                                      | White Blood Cells   | - 発売日: 2001年6月3日 - レーベル: Sympathy for the Record Industry - フォーマット: CD, LP - 全米売上: 100万枚                 | 61             | 36             | —              | 114            | 36             | —              | 28             | —              | 53             | 55             | - US: プラチナ - AUS: ゴールド - CAN: ゴールド - UK: プラチナ          |
| 2003                                      | Elephant            | - 発売日: 2003年4月1日 - レーベル: V2 - フォーマット: CD, LP - 全米売上: 190万枚                                               | 6              | 4              | 5              | 21             | 3              | 24             | 3              | 6              | 7              | 1              | - US: プラチナ - AUS: 2× プラチナ - CAN: 2× プラチナ - UK: 2× プラチナ |
| 2005                                      | Get Behind Me Satan | - 発売日: 2005年6月7日 - レーベル: V2 - フォーマット: CD, LP - 全米売上: 85万枚                                                | 3              | 3              | 3              | 7              | 3              | 13             | 3              | 3              | 8              | 3              | - AUS: プラチナ - CAN: プラチナ - UK: プラチナ                         |
| 2007                                      | Icky Thump          | - 発売日: 2007年6月15日 - レーベル: Third Man, Warner Bros. - フォーマット: CD, LP, USB, digital download - 全米売上: 72.5万枚 | 2              | 3              | 2              | 9              | 5              | 8              | 4              | 2              | 9              | 1              | - US: ゴールド - AUS: ゴールド - CAN: プラチナ - UK: ゴールド          |
| "—"は未発売またはチャート圏外を意味する。 |                     | |                |                |                |                |                |                |                |                |                |                |                                                                        |

### ライヴ・アルバム
- アンダー・グレイト・ホワイト・ノーザン・ライツ - Under Great White Northern Lights （2010年）